# Цитадель (телесериал)
«Цитадель» (англ. Citadel) — американский научно-фантастический телесериал, созданный Патриком Мораном и братьями Руссо для сервиса Amazon Prime Video. Главные роли исполнили Ричард Мэдден и Приянка Чопра.
Премьера первого сезона, состоящего из шести эпизодов, состоялась 28 апреля 2023 года. В марте 2023 года сериал продлён на второй сезон. Съёмочный процесс второго сезона стартовал 23 сентября 2024 года в Лондоне. 

## Сюжет
Ричард Мэдден рассказывает о сюжете и своём персонаже:
«Есть несколько героев и несколько сюжетных линий, которые переплетаются, и я играю персонажа, который является амнезиаком — на протяжении восьми лет его жизни, он, по сути, стал новым человеком. Ему предстоит совершить путешествие, чтобы узнать, кем он был до того, как произошла авария, и он потерял память. Это столкновение между жизнью, которой он жил восемь лет, и жизнью, которой он жил раньше. Вы получаете возможность исследовать психику человека, который имеет дело с последствиями того, что он не осознаёт, что совершил».
Приянка Чопра в беседе с WWD рассказала о «Цитадели» и о том, чего мы можем ожидать от этого сериала: «Затем у меня есть полная противоположность этому — шпионский сериал братьев Руссо для Amazon Prime с Ричардом Мэдденом и Стэнли Туччи. Он называется „Цитадель“, и он действительно будет потрясающим. Это была большая работа. У меня осталось много шрамов, чтобы доказать это».

## В ролях
- Ричард Мэдден — агент Цитадели Мейсон Кейн
- Приянка Чопра — агент Цитадели Нади Синх
- Роланд Мёллер — агент Мантикоры Ласло Милл
- Стэнли Туччи — Бернард Орлик
- Лесли Мэнвилл — Далия Арчер
- Эшли Камингс[3] — Эбби Конрой

## Список эпизодов

### Сезон 1 (2023)
| № | Название                                                              | Режиссёр                        | Автор сценария                                                                             | Дата премьеры  |
| - | --------------------------------------------------------------------- | ------------------------------- | ------------------------------------------------------------------------------------------ | -------------- |
| 1 | «The Human Enigma» «Загадка человека»                                 | Ньютон Томас Сигел              | Сюжет : Джош Аппелбаум, Брайан О и Дэвид Уэйл Телесценарий : Дэвид Уэйл                    | 28 апреля 2023 |
| 2 | «Spies Appear In Night Time» «Шпионы появляются в ночное время»       | Ньютон Томас Сигел              | Брайан О и Дэвид Уэйл                                                                      | 28 апреля 2023 |
| 3 | «Infinite Shadows» «Бесконечные тени»                                 | Ньютон Томас Сигел и Джессика Ю | Мелисса Глен и Дэвид Уэйл                                                                  | 5 мая 2023     |
| 4 | «Tell Her Everything» «Расскажи ей все»                               | Ньютон Томас Сигел и Джессика Ю | Сюжет : Джош Аппелбаум, Брайан О Телесценарий : Джош Аппелбаум, Брайан О и Дэвид Уэйл      | 12 мая 2023    |
| 5 | «Time Renders Us Enemies» «Время делает нас врагами»                  | Ньютон Томас Сигел              | Сюжет : Джош Аппелбаум, Брайан О и Анжела Руссо-Остот Телесценарий : Брайан О и Дэвид Уэйл | 19 мая 2023    |
| 6 | «Secrets in Night Need Early Rains» «Тайны в ночи Нужны ранние дожди» | Неизвестно                      | Джош Аппелбаум и Брайан О                                                                  | 26 мая 2023    |

## Производство
Главные роли исполнили Ричард Мэдден и Приянка Чопра. Создатели сериала описывают его как «насыщенный экшеном шпионский сериал с захватывающим эмоциональным центром» и «обширное и новаторское глобальное событие, состоящее из материнского сериала и нескольких спутниковых сериалов на местных языках». Он включает в себя спин-оффы снятые в Италии, Индии, Испании и Мексике. Amazon поясняет: «Все местные сериалы призваны улучшить весь развлекательный процесс и будут доступны зрителю для более глубокого погружения в воображаемый многослойный мир». Также в актёрский состав сериала вошёл Роланд Мёллер, который исполнит роль Ласло Милла, ведущего оперативника конкурирующей с Цитаделью разведывательной службы Мантикора. «Цитадель» — второй по стоимости сериал всех времён с бюджетом в 300 миллионов долларов США. Это во многом объясняется масштабными пересъёмками, которые проводились после найма Дэвида Вайла в качестве шоураннера.
Индийский сериал с Варуном Дхаваном и Самантой Рут Прабху в главных ролях будет снят режиссёрами Раджем Нидимору и Кришной ДК и спродюсирован Amazon Studios. Итальянский сериал будет снят совместно Amazon Studios и Cattleya (Gomorra), частью ITV Studios.
Съёмки основного сериала завершились в июне 2022 года. Prime Video продлила сериал на второй сезон. 
Голливудский репортер.  (англ.).

## Восприятие
На сайте Rotten Tomatoes фильм имеет рейтинг 54 % основанный на 65 отзывах, со средней оценкой 5.7/10. На Metacritic средневзвешенная оценка составляет 51 из 100 на основе 21 рецензии, что указывает на «смешанные или средние отзывы».